# ليوود
ليوود (بالإنجليزية: Leawood, Kansas)‏ هي مدينة تقع في مقاطعة جونسون بولاية كانساس في الولايات المتحدة. تبلغ مساحة هذه المدينة 39.26 (كم²)، وترتفع عن سطح البحر 287 م، بلغ عدد سكانها 31867 نسمة في عام 2010 حسب إحصاء مكتب تعداد الولايات المتحدة وتصل الكثافة السكانية فيها 817 نسمة/كم2.

## التركيبة السكانية
قام مكتب تعداد الولايات المتحدة بتحديد بيانات التركيبة السكانية لليوودفي تعداد الولايات المتحدة. في ما يلي، التركيبة السكانية حسب تعدادي 2000 و2010.

### تعداد عام 2000
بلغ عدد سكان ليوود 27,656 نسمة بحسب تعداد عام 2000، وبلغ عدد الأسر 9,841 أسرة وعدد العائلات 8,118 عائلة مقيمة في المدينة. في حين سجلت الكثافة السكانية 1,833.4 نسمة لكل ميل مربع (707.9/كم2). وبلغ عدد الوحدات السكنية 10,129 وحدة بمتوسط كثافة قدره 671.5 نسمة لكل ميل مربع (259.3/كم2).
وتوزع التركيب العرقي للمدينة بنسبة 95.19% من البيض و 0.14% من الأمريكيين الأصليين و 2.18% من الأمريكيين ذوي الأصول الآسيوية و 0.01% من سكان جزر المحيط الهادئ و 1.46% من الأمريكيين الأفارقة و 0.77% من عرقين مختلطين أو أكثر.
بلغ عدد الأسر 9,841 أسرة كانت نسبة 41.4% منها لديها أطفال تحت سن الثامنة عشر تعيش معهم، وبلغت نسبة الأزواج القاطنين مع بعضهم البعض 76.0% من أصل المجموع الكلي للأسر، ونسبة 5.1% من الأسر كان لديها معيلات من الإناث دون وجود شريك، وكانت نسبة 17.5% من غير العائلات. تألفت نسبة 15.2% من أصل جميع الأسر من أفراد ونسبة 6.5% كانوا يعيش معهم شخص وحيد يبلغ من العمر 65 عاماً فما فوق. وبلغ متوسط حجم الأسرة المعيشية 3.14، أما متوسط حجم العائلات فبلغ 2.81.
بلغ العمر الوسطي للسكان 41 عاماً. وكانت نسبة 30.2% من القاطنين تحت سن الثامنة عشر، وكانت نسبة 4.2% بين الثامنة عشر والأربعة وعشرون عاماً، ونسبة 23.2% كانت واقعةً في الفئة العمرية ما بين الخامسة والعشرون حتى والأربعة وأربعون عاماً، ونسبة 29.8% كانت ما بين الخامسة والأربعون حتى الرابعة والستون، ونسبة 12.6% كانت ضمن فئة الخامسة والستون عاماً فما فوق. يوجد لكل 100 أنثى 96.1 ذكر، ويوجد لكل 100 أنثى في الثامنة عشر من عمرها فما فوق 93.3 ذكر.

### تعداد عام 2010
بلغ عدد سكان ليوود 31,867 نسمة بحسب تعداد عام 2010، وبلغ عدد الأسر 11,781 أسرة وعدد العائلات 9,367 عائلة مقيمة في المدينة. في حين سجلت الكثافة السكانية 2,116.0 نسمة لكل ميل مربع (817.0/كم2). وبلغ عدد الوحدات السكنية 12,384 وحدة بمتوسط كثافة قدره 822.3 لكل ميل مربع (317.5/كم2).
وتوزع التركيب العرقي للمدينة بنسبة 92.3% من البيض و 0.1% من الأمريكيين الأصليين و 3.8% من الأمريكيين ذوي الأصول الآسيوية و 1.9% من الأمريكيين الأفارقة و 1.4% من عرقين مختلطين أو أكثر.
بلغ عدد الأسر 11,781 أسرة كانت نسبة 38.0% منها لديها أطفال تحت سن الثامنة عشر تعيش معهم، وبلغت نسبة الأزواج القاطنين مع بعضهم البعض 72.7% من أصل المجموع الكلي للأسر، ونسبة 4.8% من الأسر كان لديها معيلات من الإناث دون وجود شريك، بينما كانت نسبة 2.0% من الأسر لديها معيلون من الذكور دون وجود شريكة وكانت نسبة 20.5% من غير العائلات. تألفت نسبة 18.1% من أصل جميع الأسر من أفراد ونسبة 9.6% كانوا يعيش معهم شخص وحيد يبلغ من العمر 65 عاماً فما فوق. وبلغ متوسط حجم الأسرة المعيشية 3.09، أما متوسط حجم العائلات فبلغ 2.70.
بلغ العمر الوسطي للسكان 44.7 عاماً. وكانت نسبة 28.1% من القاطنين تحت سن الثامنة عشر، وكانت نسبة 4.3% بين الثامنة عشر والأربعة وعشرون عاماً، ونسبة 18% كانت واقعةً في الفئة العمرية ما بين الخامسة والعشرون حتى والأربعة وأربعون عاماً، ونسبة 34.3% كانت ما بين الخامسة والأربعون حتى الرابعة والستون، ونسبة 15.3% كانت ضمن فئة الخامسة والستون عاماً فما فوق. وتوزع التركيب الجنسي للسكان بنسبة 48.5% ذكور و51.5% إناث.

## وصلات خارجية
- Leawood.org
- The US50 - Cities and Towns in Kansas State